# Монако (баскетбольный клуб)
«Монако» (фр. AS Monaco Basket) — баскетбольный клуб, представляющий Монако. Выступает в Евролиге и чемпионате Франции. Является частью спортивного общества «Монако», созданного в 1924 году.

## История клуба
Баскетбольная секция спортивного клуба «Монако» была открыта в 1928 году. В сезоне 1950 года команда финишировала в чемпионате Франции на втором месте, что до сих пор является одним из самых значимых результатов клуба в истории. В 1973 году команда стала чемпионом Лиги Про-В (второго дивизиона чемпионата Франции). В сезоне 1973–74 команда заняла девятое место в Лиге Про-А. В сезоне 1974–75 команда впервые выступила в международном клубном турнире, Кубке Корача, однако оказалась в группе с такими клубами как АСВЕЛ, «Левски» и «Брина». В дебютном сезоне команда не смогла выйти из группы. В следующем розыгрыше Кубка «Монако» выступал в сезоне 1982–83, однако в упорной борьбе за выход из группы уступил только «Динамо» (Москва).
В 1980-х команда оставалась одним из претендентов на титул чемпиона Франции. Клуб добирался до финала Кубка французской федерации, однако уступил «Лиможу» со счётом 96–81. Кроме того, команда усилилась игроком НБА Робертом Смитом, который присоединился к клубу в 1985 году. В 1987 году Смит был выбран MVP Матча всех звёзд французской Лиги Про-А.
После ухода Смита у команды начался спад, в итоге она отправилась в Лигу Про-В. Многие годы клуб находился в низших дивизионах, однако в 2014 году победил в третьей по значимости лиге и вышел в Лигу Про-В. В сезоне 2014–15 команда стала чемпионом второй лиги и вернулась в высший дивизион. В 2015 году президентом клуба стал украинский бизнесмен Сергей Дядечко. В сезоне 2015–16 «Монако» выиграл Кубок Лиги Про-А, в финале победив «Элан Шалон» со счётом 99–74. Игрок «Монако» Джамал Шулер стал MVP турнира.
В 2022 году Алексей Федорычев сменил Сергея Дядечко на посту президента клуба.

## Главные тренеры
- 1984—1985 —  Мончо Монсаливе
- 1985—1990 —  Билл Свик
- 1999—2000 —  Жан-Пьер Болдуин
- 2000—2003 —  Филипп Беорчия
- 2003—2004 —  Клод Паланка
- 2004—2007 —  Стефан Дао
- 2007—2010 —  Жорж Адамс
- 2010—2013 —  Жан-Мишель Сенегал
- 2013—2015 —  Саво Вучевич
- 2015 —  Филипп Беорчия
- 2015—2018 —  Звездан Митрович
- 2018—2019 —  Сашо Филиповски
- 2019—2020 —  Саша Обрадович
- 2020—2021 —  Звездан Митрович
- 2021—2024 —  Саша Обрадович
- 2024 —  Манучар Маркоишвили (и. о.)
- 2024—н. в. —  Василис Спанулис

## Текущий состав
| \| Поз. \| № \| Гражд. \| Имя \| Дата рождения (возраст) \| Рост \| Вес \| Звание \| \| ---- \| -- \| ------ \| ------------------ \| -------------------------- \| ------ \| ------ \| ------ \| \| З \| 0 \| \| Эли Окобо \| 23 октября 1997 (27 лет) \| 191 см \| 86 кг \| \| \| ТФ \| 00 \| \| Джон Браун \| 28 января 1992 (33 года) \| 203 см \| 98 кг \| \| \| АЗ \| 3 \| \| Джордан Лойд \| 27 июля 1993 (31 год) \| 193 см \| 95 кг \| \| \| Ф \| 4 \| \| Джарон Блоссомгейм \| 16 сентября 1993 (31 год) \| 198 см \| 100 кг \| \| \| Ф/Ц \| 5 \| \| Йоан Макунду \| 9 августа 2000 (24 года) \| 207 см \| 102 кг \| \| \| ЛФ \| 11 \| \| Алфа Диалло \| 29 июня 1997 (28 лет) \| 201 см \| 95 кг \| \| \| ТФ \| 19 \| \| Чима Монеке \| 24 декабря 1995 (29 лет) \| 196 см \| 101 кг \| \| \| Ц \| 20 \| \| Донатас Мотеюнас \| 20 сентября 1990 (34 года) \| 213 см \| 118 кг \| \| \| АЗ \| 24 \| \| Якуба Уаттара \| 24 января 1992 (33 года) \| 192 см \| 84 кг \| \| \| РЗ \| 32 \| \| Мэттью Стразель \| 5 августа 2002 (22 года) \| 182 см \| 81 кг \| \| \| Ц \| 45 \| \| Донта Холл \| 7 августа 1997 (27 лет) \| 208 см \| 105 кг \| \| \| З \| 55 \| \| Майк Джеймс \| 18 августа 1990 (34 года) \| 185 см \| 89 кг \| \| | Главный тренер - Саша Обрадович Ассистенты тренера - Миленко Богичевич Легенда - (К) — Капитан команды Последнее изменение: 16 января 2023 года |                          |                    |                            |        |        |        |
| Поз. | № | Гражд.                   | Имя                | Дата рождения (возраст)    | Рост   | Вес    | Звание |
| З | 0 | Флаг Франции             | Эли Окобо          | 23 октября 1997 (27 лет)   | 191 см | 86 кг  |        |
| ТФ | 00 | Флаг США                 | Джон Браун         | 28 января 1992 (33 года)   | 203 см | 98 кг  |        |
| АЗ | 3 | Флаг США                 | Джордан Лойд       | 27 июля 1993 (31 год)      | 193 см | 95 кг  |        |
| Ф | 4 | Флаг США                 | Джарон Блоссомгейм | 16 сентября 1993 (31 год)  | 198 см | 100 кг |        |
| Ф/Ц | 5 | Флаг Франции             | Йоан Макунду       | 9 августа 2000 (24 года)   | 207 см | 102 кг |        |
| ЛФ | 11 | Флаг США                 | Алфа Диалло        | 29 июня 1997 (28 лет)      | 201 см | 95 кг  |        |
| ТФ | 19 | Флаг Нигерии             | Чима Монеке        | 24 декабря 1995 (29 лет)   | 196 см | 101 кг |        |
| Ц | 20 | Флаг Литвы               | Донатас Мотеюнас   | 20 сентября 1990 (34 года) | 213 см | 118 кг |        |
| АЗ | 24 | Флаг Ганы · Флаг Франции | Якуба Уаттара      | 24 января 1992 (33 года)   | 192 см | 84 кг  |        |
| РЗ | 32 | Флаг Франции             | Мэттью Стразель    | 5 августа 2002 (22 года)   | 182 см | 81 кг  |        |
| Ц | 45 | Флаг США                 | Донта Холл         | 7 августа 1997 (27 лет)    | 208 см | 105 кг |        |
| З | 55 | Флаг США                 | Майк Джеймс        | 18 августа 1990 (34 года)  | 185 см | 89 кг  |        |